# Jakovici
Jakovici – wieś w Chorwacji, w żupanii istryjskiej, w gminie Tinjan. W 2011 roku liczyła 268 mieszkańców.